# Општина Пуерто Пењаско (Сонора)
Пуерто Пењаско (шп. Puerto Peñasco) општина је у Мексику у савезној држави Сонора. Општина се налази на надморској висини од 13 м.

## Становништво
Према подацима из 2010. у општини је живело 57342 становника.

### Хронологија
| Година       | 2000                  | 2005                  | 2010                  |
| ------------ | --------------------- | --------------------- | --------------------- |
| Становништво | 31157 (15816 / 15341) | 44875 (23319 / 21556) | 57342 (29460 / 27882) |

### Попис
| \| \| м \| \| \| ж \| \| 0—2 \| 1.859 \| \| \| 1.853 \| \| 3—5 \| 2.021 \| \| \| 1.889 \| \| 6—11 \| 3.712 \| \| \| 3.498 \| \| 12—14 \| 1.636 \| \| \| 1.585 \| \| 15—17 \| 1.539 \| \| \| 1.508 \| \| 18—24 \| 3.483 \| \| \| 3.491 \| \| 60+ \| 1.774 \| \| \| 1.727 \| \| Просек : \| 28,2 \| \| \| 27,9 \| |       |  |  |       |
| |       |  |  |       |
| | м     |  |  | ж     |
| 0—2 | 1.859 |  |  | 1.853 |
| 3—5 | 2.021 |  |  | 1.889 |
| 6—11 | 3.712 |  |  | 3.498 |
| 12—14 | 1.636 |  |  | 1.585 |
| 15—17 | 1.539 |  |  | 1.508 |
| 18—24 | 3.483 |  |  | 3.491 |
| 60+ | 1.774 |  |  | 1.727 |
| Просек : | 28,2  |  |  | 27,9  |

| #   | Индикатор                                                                                        | Вредност |
| --- | ------------------------------------------------------------------------------------------------ | -------- |
| 1   | Становништво од 0 до 2 године                                                                    | 3712     |
| 2   | Мушко становништво од 0 до 2 године                                                              | 1859     |
| 3   | Женско становништво од 0 до 2 године                                                             | 1853     |
| 4   | Становништво са 3 и више година                                                                  | 53487    |
| 5   | Мушко становништво са 3 и више година                                                            | 27530    |
| 6   | Женско становништво са 3 и више година                                                           | 25957    |
| 7   | Становништво са 5 и више година                                                                  | 50831    |
| 8   | Мушко становништво са 5 и више година                                                            | 26150    |
| 9   | Женско становништво са 5 и више година                                                           | 24681    |
| 10  | Становништво са 12 и више година                                                                 | 42367    |
| 11  | Мушко становништво са 12 и више година                                                           | 21797    |
| 12  | Женско становништво са 12 и више година                                                          | 20570    |
| 13  | Становништво са 15 и више година                                                                 | 39146    |
| 14  | Мушко становништво са 15 и више година                                                           | 20161    |
| 15  | Женско становништво са 15 и више година                                                          | 18985    |
| 16  | Становништво са 18 и више година                                                                 | 36099    |
| 17  | Мушко становништво са 18 и више година                                                           | 18622    |
| 18  | Женско становништво са 18 и више година                                                          | 17477    |
| 19  | Становништво од 3 до 5 година                                                                    | 3910     |
| 20  | Мушко становништво од 3 до 5 година                                                              | 2021     |
| 21  | Женско становништво од 3 до 5 година                                                             | 1889     |
| 22  | Становништво од 6 до 11 година                                                                   | 7210     |
| 23  | Мушко становништво од 6 до 11 година                                                             | 3712     |
| 24  | Женско становништво од 6 до 11 година                                                            | 3498     |
| 25  | Становништво од 8 до 14 година                                                                   | 8033     |
| 26  | Мушко становништво од 8 до 14 година                                                             | 4153     |
| 27  | Женско становништво од 8 до 14 година                                                            | 3880     |
| 28  | Становништво од 12 до 14 година                                                                  | 3221     |
| 29  | Мушко становништво од 12 до 14 година                                                            | 1636     |
| 30  | Женско становништво од 12 до 14 година                                                           | 1585     |
| 31  | Становништво од 15 до 17 година                                                                  | 3047     |
| 32  | Мушко становништво од 15 до 17 година                                                            | 1539     |
| 33  | Женско становништво од 15 до 17 година                                                           | 1508     |
| 34  | Становништво од 18 до 24 године                                                                  | 6974     |
| 35  | Мушко становништво од 18 до 24 године                                                            | 3483     |
| 36  | Женско становништво од 18 до 24 године                                                           | 3491     |
| 37  | Женско становништво од 15 до 49 година                                                           | 15172    |
| 38  | Становништво са 60 и више година                                                                 | 3501     |
| 39  | Мушко становништво са 60 и више година                                                           | 1774     |
| 40  | Женско становништво са 60 и више година                                                          | 1727     |
| 41  | Однос између мушкараца и жена                                                                    | 105.66   |
| 42  | Становништво од нуле до 14 година                                                                | 18053    |
| 43  | Становништво од 15 до 64 године                                                                  | 36905    |
| 44  | Становништво од 65 година и више                                                                 | 2241     |
| 45  | Просечан број деце                                                                               | 2.32     |
| 46  | Становништво рођено у ентитету                                                                   | 36877    |
| 47  | Мушко становништво рођено у ентитету                                                             | 18686    |
| 48  | Женско становништво рођено у ентитету                                                            | 18191    |
| 49  | Становништво рођено у другом ентитету                                                            | 18111    |
| 50  | Мушко становништво рођено у другом ентитету                                                      | 9529     |
| 51  | Женско становништво рођено у другом ентитету                                                     | 8582     |
| 52  | Становништво од 5 година и више резидентно у ентитету у јуну 2005. године                        | 44447    |
| 53  | Мушко становништво старосног доба од 5 година и више, резидентно у ентитету у јуну 2005. године  | 22646    |
| 54  | Женско становништво старосног доба од 5 и више година, резидентно у ентитету у јуну 2005. године | 21801    |
| 55  | Становништво од 5 година и више које је живело у другом ентитету у јуну 2005. године             | 4177     |
| 56  | Мушко становништво старије од 5 година које је живело у другом ентитету у јуну 2005. године      | 2176     |
| 57  | Женско становништво старије од 5 година које је живело у другом ентитету у јуну 2005. године     | 2001     |
| 58  | Становништво од 3 године и више које говори аутохтони језик                                      | 934      |
| 59  | Мушко становништво старо 3 године и више које говори аутохтони језик                             | 535      |
| 60  | Женско становништво старо 3 године и више које говори аутохтони језик                            | 399      |
| 61  | Становништво од 3 године и више које говори аутохтони језик и не говори шпански језик            | 9        |
| 62  | Мушко становништво старо 3 године и више које говори аутохтони језик и не говори шпански         | 3        |
| 63  | Женско становништво старо 3 године и више које говори аутохтони језик и не говори шпански језик  | 6        |
| 64  | Становништво старо 3 године и више које говори аутохтони језик и шпански                         | 819      |
| 65  | Мушко становништво старо 3 године и више које говори аутохтони језик и шпански                   | 474      |
| 66  | Женско становништво старо 3 године и више које говори аутохтони језик и шпански                  | 345      |
| 67  | Становништво од 5 година и више које говори аутохтони језик                                      | 920      |
| 68  | Становништво од 5 година и више које говори аутохтони језик и не говори шпански језик            | 9        |
| 69  | Становништво од 5 година и више које говори аутохтони језик и говори шпански језик               | 807      |
| 70  | Становништво у домородачким домаћинствима                                                        | 1689     |
| 71  | Становништво са ограничењима у активностима                                                      | 2123     |
| 72  | Становништво са ограниченим ходањем или кретањем, горе или доле                                  | 1204     |
| 73  | Становници са ограничењима вида, чак и уз кориштење сочива                                       | 481      |
| 74  | Становништво са ограничењима говора, комуникације или конверзације                               | 215      |
| 75  | Становништво са ограниченим слухом                                                               | 168      |
| 76  | Становништво са ограничењима при одевању, купању или јелу                                        | 86       |
| 77  | Становништво са ограничењима у опажању или учењу једноставних ствари                             | 92       |
| 78  | Становништво са менталним ограничењима                                                           | 210      |
| 79  | Становништво без ограничења активности                                                           | 54635    |
| 80  | Становништво од 3 до 5 година које не похађа школу                                               | 2173     |
| 81  | Мушко становништво од 3 до 5 година које не похађа школу                                         | 1155     |
| 82  | Женско становништво од 3 до 5 година које не похађа школу                                        | 1018     |
| 83  | Становништво од 6 до 11 година које не похађа школу                                              | 162      |
| 84  | Мушко становништво од 6 до 11 година које не похађа школу                                        | 88       |
| 85  | Женско становништво од 6 до 11 година које не похађа школу                                       | 74       |
| 86  | Становништво од 12 до 14 година које не похађа школу                                             | 202      |
| 87  | Мушко становништво од 12 до 14 година које не похађа школу                                       | 115      |
| 88  | Женско становништво од 12 до 14 година које не похађа школу                                      | 87       |
| 89  | Становништво од 15 до 17 година похађа школу                                                     | 2198     |
| 90  | Мушко становништво од 15 до 17 година похађа школу                                               | 1132     |
| 91  | Женско становништво између 15 и 17 година живота у школи                                         | 1066     |
| 92  | Становништво од 18 до 24 године похађа школу                                                     | 1661     |
| 93  | Мушко становништво од 18 до 24 године похађа школу                                               | 897      |
| 94  | Женско становништво од 18 до 24 године похађа школу                                              | 764      |
| 95  | Становништво од 8 до 14 година које не може да чита и пише                                       | 190      |
| 96  | Мушко становништво старосног доба од 8 до 14 година које не може да чита и пише                  | 106      |
| 97  | Женско становништво старосног доби од 8 до 14 година које не може да чита и пише                 | 84       |
| 98  | Становништво од 15 година и више које је неписмено                                               | 1041     |
| 99  | Мушко становништво од 15 година и више које је неписмено                                         | 510      |
| 100 | Женско становништво од 15 година и више које је неписмено                                        | 531      |
| 101 | Становништво старо 15 и више година без школовања                                                | 1483     |
| 102 | Мушко становништво старо 15 и више година без школовања                                          | 770      |
| 103 | Женско становништво старо 15 и више година без школовања                                         | 713      |
| 104 | Становништво старосног доба 15 и више година са непотпуним основним образовањем                  | 4145     |
| 105 | Мушко становништво старосног доба од 15 година и више са непотпуном основним образовањем         | 2194     |
| 106 | Женско становништво старосног доба 15 и више година са непотпуном основним образовањем           | 1951     |
| 107 | Становништво старо 15 и више година са комплетним основним образовањем                           | 5394     |
| 108 | Мушко становништво старо 15 година и више са комплетним основним образовањем                     | 2791     |
| 109 | Женско становништво старо 15 и више година са комплетним основним образовањем                    | 2603     |
| 110 | Становништво старосног доба 15 и више година са непотпуним средњим образовањем                   | 3361     |
| 111 | Мушко становништво старосног доба од 15 година и више са непотпуним средњим образовањем          | 1824     |
| 112 | Женско становништво старосног доба од 15 година и више са непотпуним средњим образовањем         | 1537     |
| 113 | Становништво старо 15 и више година са пуним секундарном образовањем                             | 9021     |
| 114 | Мушко становништво старосног доба од 15 година и више са пуним секундарном образовањем           | 4518     |
| 115 | Женско становништво старосног доба од 15 година и више са пуним секундарном образовањем          | 4503     |
| 116 | Становништво старије од 18 година са постосновним образовањем                                    | 13885    |
| 117 | Мушко становништво старије од 18 година са постосновним образовањем                              | 7138     |
| 118 | Женско становништво старије од 18 година са постосновним образовањем                             | 6747     |
| 119 | Просечна оцена школовања                                                                         | 9.04     |
| 120 | Просечан ниво образовања мушке популације                                                        | 9.02     |
| 121 | Просечан ниво образовања женског становништва                                                    | 9.07     |
| 122 | Економски активно становништво                                                                   | 24286    |
| 123 | Економски активна мушка популација                                                               | 16480    |
| 124 | Економски активна женска популација                                                              | 7806     |
| 125 | Становништво које није економски активно                                                         | 17809    |
| 126 | Мушко становништво које није економски активно                                                   | 5118     |
| 127 | Женско становништво које није економски активно                                                  | 12691    |
| 128 | Запослено становништво                                                                           | 22217    |
| 129 | Запослено мушко становништво                                                                     | 14777    |
| 130 | Запослено женско становништво                                                                    | 7440     |
| 131 | Незапослена популација                                                                           | 2069     |
| 132 | Незапослена мушка популација                                                                     | 1703     |
| 133 | Незапослена женска популација                                                                    | 366      |
| 134 | Становништво без права на здравствене услуге                                                     | 18280    |
| 135 | Становништво које има право на здравствене услуге                                                | 38666    |
| 136 | Становништво које има право на ИМСС                                                              | 20823    |
| 137 | Становништво које има право на социјално осигурање                                               | 2598     |
| 138 | Становништво које има право на државно социјално осигурање                                       | 1325     |
| 139 | Становништво које има право на опште осигурање или здравствено осигурање за нову генерацију      | 12046    |
| 140 | Становништво које је било једном или није било у браку током 12 година и више                    | 12855    |
| 141 | Венчано или уједињено становништво од 12 година и више                                           | 24527    |
| 142 | Становништво које је било у браку или уједињено 12 година и више                                 | 4755     |
| 143 | Становништво са католичком религијом                                                             | 41782    |
| 144 | Протестанти, еванђелисти и библијски следбеници различити од еванђелиста                         | 9510     |
| 145 | Становништво са другим религијама различитим од претходних                                       | 29       |
| 146 | Становништво без религије                                                                        | 5003     |
| 147 | Укупно пописаних домаћинства                                                                     | 15626    |
| 148 | Пописна домаћинства на челу са мушкарцима                                                        | 12009    |
| 149 | Пописна домаћинства на челу са женама                                                            | 3617     |
| 150 | Становништво у пописним домаћинствима                                                            | 56621    |
| 151 | Становништво у пописним домаћинствима на челу са мушкарцима                                      | 44366    |
| 152 | Становништво у пописним домаћинствима на челу са женама                                          | 12255    |
| 153 | Укупно домаћинстава                                                                              | 24389    |
| 154 | Укупно насељених домаћинстава                                                                    | 15682    |
| 155 | Укупно приватних кућа                                                                            | 24333    |
| 156 | Насељени приватни домови                                                                         | 15626    |
| 157 | Укупно насељених приватних кућа                                                                  | 15669    |
| 158 | Ненасељене приватне куће                                                                         | 5856     |
| 159 | Појединачна домаћинства за привремену употребу                                                   | 2851     |
| 160 | Становници у насељеним приватним кућама                                                          | 56621    |
| 161 | Насељеност станара у приватним становима                                                         | 3.62     |
| 162 | Просечно становника по соби у приватним насељеним домаћинствима                                  | 1.11     |
| 163 | Појединачна домаћинства са подовима од различитих материјала од земље                            | 14188    |
| 164 | Појединачна домаћинства у приземљу                                                               | 747      |
| 165 | Појединачна домаћинства са једном спаваћом собом                                                 | 5713     |
| 166 | Појединачна домаћинства са две спаваће собе и више                                               | 9247     |
| 167 | Појединачна домаћинства са једним собом                                                          | 1479     |
| 168 | Појединачна домаћинства са две собе                                                              | 3054     |
| 169 | Појединачна домаћинства са 3 собе и више                                                         | 10411    |
| 170 | Појединачна домаћинства која имају електрично светло                                             | 14160    |
| 171 | Појединачна домаћинства која немају електрично светло                                            | 814      |
| 172 | Појединачна домаћинства која имају водоводну воду у стамбеном простору                           | 14236    |
| 173 | Појединачна домаћинства која немају водоводну воду у стамбеном простору                          | 688      |
| 174 | Појединачна домаћинства која имају тоалет                                                        | 14725    |
| 175 | Појединачна домаћинства која имају канализацију                                                  | 14426    |
| 176 | Појединачна домаћинства која немају канализацију                                                 | 497      |
| 177 | Појединачна домаћинства која имају електрично светло, довод воде из јавне мреже и канализацију   | 13535    |
| 178 | Појединачна домаћинства без икаквих услова                                                       | 190      |
| 179 | Појединачна домаћинства која имају радио                                                         | 12049    |
| 180 | Појединачна домаћинства која имају телевизор                                                     | 14045    |
| 181 | Појединачна домаћинства која имају фрижидер                                                      | 13332    |
| 182 | Појединачна домаћинства која имају машину за веш                                                 | 11126    |
| 183 | Појединачна домаћинства која имају аутомобил или комби                                           | 11052    |
| 184 | Појединачна домаћинства која имају рачунар                                                       | 5830     |
| 185 | Појединачна домаћинства која имају фиксну телефонску линију                                      | 5787     |
| 186 | Појединачна домаћинства која имају мобилни телефон                                               | 13199    |
| 187 | Појединачна домаћинства која имају приступ интернету                                             | 4665     |